# Živnostenský rejstřík
Živnostenský rejstřík je jedním z informačních systémů veřejné správy, který spravuje odbor živností a spotřebitelské legislativy Ministerstva průmyslu a obchodu ČR. Data živnostenského rejstříku naplňuje přes rozhraní IS RŽP (Informační systém Registru živnostenského podnikání) 205 živnostenských úřadů obcí s rozšířenou působností a 22 živnostenských úřadů některých městských částí Hlavního města Prahy. Do živnostenského rejstříku se zapisují údaje o živnostenských oprávněních a dalších údajů, souvisejících s provozováním živností. Úprava živnostenského rejstříku je obsažena v § 60 zákona č. 455/1991 Sb., o živnostenském podnikání.

## Charakteristika
V živnostenském rejstříku jsou údaje o podnikajících fyzických a právnických osobách, které vlastní nebo vlastnily živnostenské oprávnění. Jsou zde údaje nejen o tuzemských osobách, zahrnuje i data o zahraničních osobách podnikajících na území ČR.
Živnostenský rejstřík obsahuje u jednotlivých subjektů hlavičkové údaje (jméno, příjmení resp. název, datum narození, identifikační číslo osoby, adresa sídla, údaje o konkurzu) a dále údaje o jednotlivých živnostenských oprávněních (předmět podnikání, datum vzniku, provozovna, odpovědný zástupce, přerušení provozování živnosti, překážky provozování živnosti). Neveřejná část živnostenského rejstříku obsahuje i rodná čísla a trvalá bydliště fyzických osob a uložené pokuty.
Ve veřejné části živnostenského rejstříku jsou nejen podnikatelé s platným živnostenským oprávněním, ale i ti podnikatelé, kterým zaniklo nebo bylo zrušeno poslední živnostenské oprávnění před méně než 4 lety.
Do živnostenského rejstříku zapisují živnostenské úřady údaje do 5 dnů ode dne, kdy je podnikatel oznámil nebo kdy se je živnostenský úřad dozvěděl.

## Živnostenský list, výpis z živnostenského rejstříku
Před 01.07.2008 byl fyzickým a právnickým osobám vydáván živnostenský list. Po tomto datu se těmto osobám vydává výpis z živnostenského rejstříku, který osvědčuje živnostenská oprávnění dané osoby. 

## Počet živnostenských podnikatelů
K poslednímu dni roku 2023 bylo v živnostenském rejstříku zapsáno cca 1,9 milionu fyzických osob s platným živnostenským oprávněním a cca 540 tisíc právnických osob s platným živnostenským oprávněním
Živnostenský rejstřík je spolu s obchodním rejstříkem hlavním dodavatelem údajů do základního registru osob (ROS).

## Vypovídací schopnost živnostenského rejstříku o podnikatelské aktivitě osoby:
Živnostenský rejstřík obsahuje právo provozovat živnost u nějaké osoby, neznamená to ale vždy, že danou živnost osoba momentálně provozuje.
a) Pokud je u nějaké živnosti zapsáno přerušení provozování živnosti, je jasné, že živnost není provozována. Opak ale neplatí; pokud není u živnosti zapsáno přerušení živnosti, neznamená to, že živnost je provozována. Podnikatelé totiž nejsou povinni oznamovat živnostenskému úřadu přerušení provozování živnosti - viz § 31 odst. 11 živnostenského zákona.
b) Pokud je u nějaké živnosti zapsána provozovna, je jasné, že živnost je provozována. Opak ale neplatí; pokud není u živnosti zapsána provozovna, neznamená to, že živnost není provozována. Hodně živností lze totiž provozovat bez provozovny, např. obchodování po internetu, stavební živnosti, silniční motorová doprava atd.